# Csehy Zoltán
Csehy Zoltán (Pozsony, 1973. november 26. –) felvidéki (szlovákiai) magyar költő, műfordító, irodalomtörténész, kritikus.

## Pályakép
Csehy Zoltán 1998-ban magyar–latin szakon végzett a pozsonyi Comenius Egyetemen, majd a budapesti ELTE doktoriskolájában szerzett PhD-fokozatot. Doktori értekezését Antonio Beccadelli költészetéből írta. Irodalmi tevékenysége meglehetősen sokrétű: költőként vált ismertté, majd számos műfordításkötete látott napvilágot. Magyarította többek közt az ókori erotikus költészet gyöngyszemeit, Martialis epigrammáit, Sztratón epigrammáskötetét, Antonio Beccadelli Hermaphroditus című legendás verskötetét, illetőleg külön kötetben tette közzé Francesco Petrarca latinul írt költeményeiből készített valogatását és fordítását, mely az Év Könyve díjat is elnyerte. 
Feleségével, Polgár Anikóval közösen jelentette meg a középkori latin költészetből készült fordításait Illatos kenőcsök háza címmel. Műfordítói tevékenységéért az ókortudományi társaság Kerényi Grácia-díját is megkapta.
Tanulmányait, esszéit szintén publikálta kötetben is: A szöveg hermaphrodituszi teste című Madách-díjban részesített munkája a humanizmus, az antikvitás és az erotográfia kapcsolatait vizsgálja, Parnassus biceps című műve a humanista énformálási stratégiákra és a kötetkompozíciós eljárások tanulmányozására fókuszál. Kritikái különféle irodalmi folyóiratokban, zenei tárgyú írásai elsősorban a pozsonyi Új Szóban jelentek meg.
Tudományos érdeklődése, kutatási területei: A (kivált a XV. századi) neolatin költészet alakváltozatai. Az európai és itáliai humanista irodalmi hagyomány. Az erotográfia kultúrtörténeti hagyományai. Szerzői önreprezentáció és humanista énformálás. Az antikvitás továbbélésének nyomai. Kortárs költészet, műfordítás.
2014-ben Janus Pannonius-díjat kapott műfordításaiért. 2022. december 13-án a Széchenyi Irodalmi és Művészeti Akadémia tiszteleti tagjának választották.

## Könyvei
Valamennyi megjelenési helye Pozsony, kiadója a Kalligram.

### Verseskötetei
- Nút (versek), 1993
- Csehy Zoltán alagyái, danái és elegy-belegy iramatai (versek), 1998
- Hecatelegium (versek), 2006
- Homokvihar (versek), 2010
- Nincs hová visszamennem, 2013
- Kimaradsz egy körből!; Anser, Hetény, 2021

### Műfordításkötetei
- Amalthea szarva (Száz itáliai humanista költő – válogatás, fordítás), lektorálta: Polgár Anikó, 2012
- Hárman az ágyban (Görög és latin erotikus versek – fordítás, utószó, jegyzetek), lektorálta: Szepes Erika, 2000, bővített kiadás 2011
- Antonio Beccadelli: Hermaphroditus (fordítás, utószó), lektorálta: Jankovits László, 2001
- Sztratón (epigrammaköltő): Kölyökmúzsa (fordítás, utószó, jegyzetek), 2002
- Marcus Valerius Martialis: Költők, ringyók, pojácák (válogatott epigrammák), 2004
- Francesco Petrarca: Orpheusz lantja, Dávid hárfája, lektorálta Szörényi László, 2004
- Poggio Bracciolini: Elméncségek (Reneszánsz egypercesek), 2009
- Pier Paolo Pasolini: Korom vallása (Versek), 2013
- Illatos kenőcsök háza (A középkori latin költészet gyöngyszemei), Polgár Anikóval, 2013
- Petronius Arbiter: Satyricon; hexameterekben magyarította Csehy Zoltán; Kalligram, Pozsony, 2014
- Martin C. Putnaː Képek az orosz vallásosság történetéből; ford. Csehy Zoltán; Kalligram Polgári Társulás, Dunaszerdahely, 2017

### Egyéb kötetek
- A szöveg hermaphrodituszi teste. Tanulmányok a humanizmus, az antikvitás és az erotográfia köréből, 2002
- Parnassus biceps. Kötetkompozíciós eljárások és olvasási stratégiák a humanista, neolatin és a régi magyar költészetben, 2007
- Speculum varietatis. Jazykový a literárny manažment v multikulturálnom priestore a (pseudo)identia textov / Nyelvi és irodalmi menedzselés, multikulturális terek, (pseudo)identitás és szöveg; szerk. Misad Katalin, Csehy Zoltán; Univerzita Komenského, Bratislava, 2014
- Trópusok, facebook, költészet; szerk. Csehy Zoltán, Polgár Anikó; Media Nova M, Dunaszerdahely, 2014
- Experimentum mundi. (Poszt)modern operakalauz. 1945–2014; Kalligram Polgári Társulás, Dunaszerdahely, 2015 ISBN 9788081018701
- Arctalanság, arcadás, arcrongálás. Önláttatási stratégiák és diskurzusretorikák kisebbségi kontextusban; Reciti, Budapest, 2020
- Grüezi! Fél év Svájc; Pesti Kalligram, Budapest, 2020

## Díjai, ösztöndíjai
- Móricz Zsigmond-ösztöndíj (2003)
- Sziveri János-díj (2004)
- Babits Mihály műfordítói ösztöndíj (2008)
- József Attila-díj (2009)
- Solitude-ösztöndíj (2010)
- Forbáth Imre-díj (2011)
- Babits Mihály műfordítói ösztöndíj (2013)
- Csáth Géza-díj (2018)
- Térey János-ösztöndíj (2020) (visszautasította)
- Déry Tibor-díj (2020)
- Erdődy Edit-díj (2021)[2]

- Zelk Zoltán-díj (2022)[3]

## A munkásságáról szóló legfontosabb kritikák, méltatások jegyzéke
- MARGÓCSY István, A fajtalan költészetről = Élet és Irodalom, 2001, május 11., 22. oldal
- KUKORELLY Endre, Elég sokan az ágyban = Élet és Irodalom, 2000, június 23., 18. oldal
- PÁLYI András, Sátáni és elementáris életigenlés = Új Szó, 2000, október 25., 14. (Eredetileg az Élet és irodalomban.)
- BENE Sándor, Cs. Z.: A szöveg hermaphroditusi teste = Beszélő, 2003/1-2, 97–99.
- NÉMETH Zoltán, A szöveg vágya = Olvasáserotika, Pozsony, Kalligram, 2000, 94–106.
- MADARÁSZ Imre, Klasszikus pornográfia? = Madarász I., Az érzékek irodalma, Budapest, Hungarovox, 2002, 59–64.
- KŐRIZS Imre, A nyugalom megzavarása = Holmi, 6 (2004) 1419―1429.
- Zoltán RÉDEY, Časomiera hedonizmu a frivolnosti (szlovákul) = OS, 2001/2, 69–70.
- H. NAGY Péter, Forrásláncolatok dinamizálása = Iskolakultúra, 2004/4, 130–131.
- VÖRÖS István, A filológus éjjeli éneke = Vörös István, Lakatlan szigetek már nincsenek, Ister, 2001, 23–24.
- NÉMETH Zoltán, Hárman az ágyban = Kalligram, 2003/12, 118–122. Ugyanez könyvben: Csanda Gábor (szerk.), Somorjai disputa 1., Lilium Aurum, Forum, 2003, Somorja-Dunaszerdahely, 105–111.
- TÓTH László, Próbafelvétel a szlov. magy. irod. legújabb nemzedékéről és hat alkotójáról = Filep Tamás Gusztáv – Tóth László, Próbafelvételek, Kalligram, Pozsony, VII. rész, 160–163. (eredetileg a Kortársban).
- HIZSNYAI Zoltán, Tűz és víz = Kalligram, 1994/11.
- ADAMIK Tamás, Keresztény himnuszok= Szőrös Kő, 2001/4, 70–75.
- BENYOVSZKY Krisztián, Tömör gyönyör = Könyvjelző, 2004. június 17., 12–13.
- E. FEHÉR Pál, „Obszcén tréfákkal volt tele…” = Népszabadság, 2001. október 3.
- BORBÉLY Szilárd, Ex libris, Élet és Irodalom, L. évfolyam, 24. szám, 2006. június 16. 25.
- SZILÁGYI Ákos, Nem találunk szavakat, Irodalmi Szemle, 2006/6, 88–89.
- NÉMETH Zoltán, Cs. Z.: Hecatelegium, Új Szó, 2006. 7. 29., 8.
- BÁNKI Éva, A harmadik Janus, Prae, 027 (2007), 96–97.
- BALÁZS Imre József, A kompozíció ideje, Jelenkor, 50 (2007/ 1), 102–105.
- FAZEKAS Sándor, Máglya, mandulafából, Bárka 15 (2007/2), 126–129.
- BRÉDA Ferenc, Ave, Csehy!, Helikon, 28 (2007, 12., június 25.)

### Versei
- http://www.holmi.org/2005/05/csehy-zoltan-egy-horatius-fordito-vazlatfuzetebol
- Kalligram Kiadó
- A cseh/szlovákiai magyar irodalom lexikona, 1918–2004, Pozsony, Madách-Posonium, 2004, ISBN 80-7089-391-5